# Полка
Полката е чешки танц и жанр на танцовата музика, известен из Европа и Америките. Произхожда от средата на 19 век в Бохемия, сега част от Чехия. Полката остава популярен народен жанр музика в много европейски държави и се изпълнява от фолклорни изпълнители в Чехия, Германия, Австрия, Хърватия, Словения, Швейцария, в по-малка степен Латвия, Литва, Нидерландия, Унгария, Италия, Украйна, Румъния, Беларус, Русия и Словакия. Местни варианти на този танц могат да се срещнат още в скандинавските страни, Обединеното кралство, Ирландия и Латинска Америка. Изпълнява се в размер 2/4.